# Ninjago: Ein Neustart
Ein Neustart (Originaltitel Rebooted) ist die dritte Staffel der computeranimierten Fernsehserie Ninjago: Meister des Spinjitzu (seit Staffel 11 nur Ninjago). Die Serie wurde von Michael Hegner und Tommy Andreasen entwickelt. Die Staffel wurde vom 30. Mai 2014 bis zum 8. August 2014 ausgestrahlt.
Die zweite Staffel sollte ursprünglich die letzte Staffel der Serie sein, da die Serie und die dazugehörige Lego Ninjago Produktlinie als dreijähriges Projekt geplant war. Aufgrund der starken Leistung der Fernsehserie und des Feedbacks der Fans in Online-Foren wurde sie jedoch mit der Veröffentlichung von Ein Neustart fortgesetzt.
Obwohl die Staffel im englischen den Titel Rebooted trägt, handelt es sich nicht um einen Reboot, sondern um eine Fortsetzung der Handlung der vorherigen Staffeln. In dieser Staffel wird Ninjago City mit neuer fortschrittlicher Technologie wieder eingeführt und das Ultraböse kehrt in digitaler Form als Hauptgegner zurück. Rebooted ist auch die erste Staffel, in der die Assistentin P.I.X.A.L. in die Serie eingeführt wird.

## Synchronisation
| Rolle              | Englischer Sprecher | Deutscher Sprecher   | Episoden      |
| Protagonisten      | Protagonisten       | Protagonisten        | Protagonisten |
| ------------------ | ------------------- | -------------------- | ------------- |
| Lloyd Garmadon     | Jillian Michaels    | Christian Zeiger     | 1–8           |
| Kai                | Vincent Tong        | Wanja Gerick         | 1–8           |
| Jay Walker-Gordon  | Michael Adamthwaite | Tobias Nath          | 1–8           |
| Zane Julien        | Brent Miller        | Robin Kahnmeyer      | 1–8           |
| Cole               | Kirby Morrow        | Marcel Collé         | 1–8           |
| Nya                | Kelly Metzger       | Magdalena Turba      | 1–8           |
| Sensei Wu          | Paul Dobson         | Eberhard Prüter      | 1–8           |
| Sensei Garmadon    | Mark Oliver         | Klaus-Dieter Klebsch | 2–8           |
| P.I.X.A.L.         | Jennifer Hayward    | Claudia Gáldy        | 1–8           |
| Antagonisten       |                     |                      |               |
| Ultraböses         | Scott McNeil        | Axel Lutter          | 1–8           |
| Pythor             | Michael Dobson      | Klaus-Peter Grap     | 3–8           |
| Cryptor            | Richard Newman      | Thomas Schmuckert    | 2–8           |
| Weitere Charaktere |                     |                      |               |
| Dareth             | Alan Marriott       | Dennis Schmidt-Foß   | 1, 3          |
| Cyrus Borg         | Lee Tockar          | Olaf Reichmann       | 1–8           |
| Misako             | Kathleen Barr       | Arianne Borbach      | 2             |

## Produktion

### Leitung
Für die Episoden von Ein Neustart führten Jens Møller, Martin Skov, Michael Helmuth Hansen, Peter Hausner und Trylle Vilstrup Regie.

### Animation
Die Animation für die dritte Staffel wurde bei Wil Film ApS in Dänemark produziert.

## Erscheinung
Die ersten 5 Folgen der Staffel wurden am 30. Mai 2014 auf Super RTL ausgestrahlt. Die übrigen 3 Folgen wurden am 8. August 2014 auf demselben Sender ausgestrahlt.

## Handlung
Seit der Niederlage des Ultrabösen wurde Ninjago in eine futuristische Metropole umgebaut. Cyrus Borg, Gründer und CEO von Borg Industries, hat die Stadt mithilfe von technologischen Fortschritten im futuristischen Stil wiederaufgebaut. Da die Ninja keinen Feind mehr haben, werden sie zu Lehrern an der ursprünglichen Schule für böse Jungs, die jetzt Meister Wu gehört. Eines Tages erhalten sie die Erlaubnis für einen Ausflug zu Borg Industries. Bei ihrer Ankunft treffen sie auf einen weiblichen Androiden namens P.I.X.A.L. Die Schüler überreden Nya, einen „Liebes“-Test zu machen, und zu ihrem Entsetzen stellt sich heraus, dass ihr perfekter Partner nicht Jay ist, sondern Cole. Cyrus Borg schenkt den Ninja eine goldene Statue, in der die Techno-Klingen versteckt sind. Schließlich erfahren sie, dass das Ultraböse die letzte Schlacht überlebt hat und als Computervirus im System der Stadt gefangen ist. Das Ultraböse übernimmt die Kontrolle über Cyrus Borg und P.I.X.A.L., um mit Hilfe von Zanes Bauplänen eine Armee von Nindroiden zu schaffen. Das digitale Ultraböse plant, Lloyd gefangen zu nehmen und seine Goldene Kraft zu nutzen, um aus dem Digiversum zu entkommen, aber die Ninja können P.I.X.A.L. aus der Kontrolle des Ultrabösen befreien. Währenddessen wird Lloyd von seinem Vater, Sensei Garmadon, ausgebildet. Die Ninja reisen zum Kraftwerk, um mit den Techno-Klingen den Strom abzuschalten, müssen aber gegen eine Armee von Nindroiden kämpfen.
Nachdem das Kraftwerk zerstört wurde, stiehlt ein Unbekannter die Festplatte mit dem digitalen Ultrabösen und reaktiviert ihn mit Zitteraalen. Wu wird gefangen genommen, in einen stärkeren Cyborg verwandelt und greift die Ninja an. Sie beschließen, in den Untergrund zu gehen, um die Schlangen zu finden, die jetzt von Skales angeführt werden, aber die Schlangen sind nicht in der Lage, ihnen zu helfen, die Nindroiden zu besiegen. Lloyd und Garmadon werden von dem bösen Wu angegriffen und Lloyd wird gefangen genommen. Das digitale Ultraböse entzieht Lloyd den größten Teil seiner Goldenen Macht. Der Dieb der Festplatte entpuppt sich als Pythor, der den großen Schlangenmeister überlebt hat. Borg sagt den Ninja, dass sie das System neu starten und das digitale Ultraböse zerstören können, indem sie in die digitale Welt eintreten. Sie starten das System mit Hilfe der Goldenen Kraft neu, und Lloyd entkommt, aber dem Ultrabösen gelingt es, die digitale Welt in einer instabilen Form zu verlassen. Lloyd gibt dann seine verbleibende Goldene Macht im Tempel des Lichts auf, indem er die elementaren Kräfte der ursprünglichen vier Ninja wiederherstellt. Nachdem Kai von Pythor und den Nindroiden gefangen genommen wurde, entdecken die Ninja eine Rakete namens Arcturus, mit der das digitale Ultraböse Garmadons Megawaffe aus dem All holen will. Nachdem sie Kai befreit haben, verstecken sie sich an Bord der Rakete und kämpfen mit den Nindroiden um die Megawaffe, aber sie schaffen es nicht, ihnen zu folgen, als die Nindroiden nach Ninjago zurückkehren.
Die Ninja kehren mit Elementarschilden aus dem Weltraum zurück und bereiten sich auf die Konfrontation mit dem digitalen Ultrabösen vor, der zum Goldenen Meister geworden ist, eine uralte Prophezeiung der Schlangen erfüllt hat und nun in Ninjago City Unheil anrichtet. Sie versuchen, ihn mit einer Schrumpfpille zu schrumpfen, was jedoch von Pythor gestoppt wird, da er selbst die Schrumpfpille schluckt. Zane hat keine andere Wahl als sich zu opfern, um das Ultraböse in seiner goldenen Form zu vernichten. Doch Zane überlebt schließlich, gefangen in den Borgs Systemen, und baut sich mit Hilfe von P.I.X.A.L. wieder auf.

## Episoden
| Nr. (ges.) | Nr. (St.) | Deutscher Titel                   | Originaltitel                  | Regie                  | Drehbuch                    | Premiere USA  | Dt. Premiere D |
| ---------- | --------- | --------------------------------- | ------------------------------ | ---------------------- | --------------------------- | ------------- | -------------- |
| 27         | 1         | Das neue Ninjago                  | The Surge                      | Peter Hausner          | Dan Hageman & Kevin Hageman | 29. Jan. 2014 | 30. Mai 2014   |
| 28         | 2         | Die Kunst, nicht zu kämpfen       | The Art of the Silent Fist     | Michael Helmuth Hansen | Dan Hageman & Kevin Hageman | 29. Jan. 2014 | 30. Mai 2014   |
| 29         | 3         | Das innere Gleichgewicht          | Blackout                       | Jens Moller            | Dan Hageman & Kevin Hageman | 16. Apr. 2014 | 30. Mai 2014   |
| 30         | 4         | Die Legende des Goldenen Meisters | The Curse of the Golden Master | Trylle Vilstrup        | Dan Hageman & Kevin Hageman | 16. Apr. 2014 | 30. Mai 2014   |
| 31         | 5         | Die Computerwelt                  | Enter the Digiverse            | Peter Hausner          | Dan Hageman & Kevin Hageman | 13. Juli 2014 | 30. Mai 2014   |
| 32         | 6         | Projekt Arcturus                  | Codename: Arcturus             | Michael Helmuth Hansen | Dan Hageman & Kevin Hageman | 13. Juli 2014 | 8. Aug. 2014   |
| 33         | 7         | Die Ninja im Weltall              | The Void                       | Jens Moller            | Dan Hageman & Kevin Hageman | 26. Nov. 2014 | 8. Aug. 2014   |
| 34         | 8         | Der Goldene Meister               | The Titanium Ninja             | Peter Hausner          | Dan Hageman & Kevin Hageman | 26. Nov. 2014 | 8. Aug. 2014   |

## Reguläre Lego-Sets zur Staffel
Wie schon bei Staffel 1 wurden zu dieser Staffel 2 Erscheinungswellen an Sets zur Staffel veröffentlicht. Die meisten der Sets dieser Staffel sind kaum oder gar nicht mehr im Laden zu finden, da diese nicht mehr hergestellt werden.

### Welle 1
In Nordamerika wurden die aus Welle 1 6 Sets Ende 2013, in Deutschland Januar 2014 veröffentlicht.
| Name                   | Lego-Artikelnummer | Teile     | Preis (UVP) |
| ---------------------- | ------------------ | --------- | ----------- |
| Schwebendes Sägekissen | 70720              | 79 Stück  | 9,99 €      |
| Kais Super-Jet         | 70721              | 196 Stück | 19,99 €     |
| OverBorg Attacke       | 70722              | 207 Stück | 19,99 €     |
| Donner-Räuber          | 70723              | 334 Stück | 29,99 €     |
| NinjaCopter            | 70724              | 516 Stück | 49,99 €     |
| Nindroid Robo-Drache   | 70725              | 691 Stück | 89,99 €     |

### Welle 2
Diese mit nur 3 Sets bisher kleinste aller Wellen erschien Mitte 2014.
| Name               | Lego-Artikelnummer | Teile      | Preis (UVP) |
| ------------------ | ------------------ | ---------- | ----------- |
| Destructoid        | 70726              | 253 Stück  | 39,99 €     |
| X-1 Ninja Supercar | 70727              | 426 Stück  | 39,99 €     |
| Ninjago City       | 70728              | 1223 Stück | 119,99 €    |

## Bewertung (USA)
Die dritte Staffel von Ninjago: Masters of Spinjitzu knüpfte an die Popularität der vorangegangenen Staffeln an und baute auf den Einschaltquoten der Vorjahre auf. Die Zahlen an Zuschauern sind mit den neuen Folgen wieder in den 3-stelligen Bereich gegangen, was wieder einige Rekorde aufstellte.

## Andere Medien
Die Staffel wurde von der Veröffentlichung der dazugehörigen Video-Spiele begleitet. Lego Ninjago Rebooted wurde am 21. Januar 2014 veröffentlicht und ist ein kanadisch-dänisches Actionspiel, das von LEGO für iOS entwickelt wurde. Lego Ninjago: Nindroids ist am 29. Juli 2014 für PlayStation Vita erschienen und wurde von Hellbent Games entwickelt.